# Індія на Чемпіонаті світу з водних видів спорту 2015
Індія взяла участь у Чемпіонаті світу з водних видів спорту 2015, який пройшов у Казані (Росія) від 24 липня до 9 серпня.

## Плавання на відкритій воді
Двоє індійських спортсменів кваліфікувалися на змагання з плавального марафону на відкритій воді.
| Спортсмен     | Дисципліна       | Час       | Місце |
| ------------- | ---------------- | --------- | ----- |
| Мандар Дівасе | 10 км (чоловіки) | 2:16:50.2 | 69    |
| Нікіта Парч   | 10 км (жінки)    | DNF       | DNF   |

## Плавання
Індійські плавці виконали кваліфікаційні нормативи в дисциплінах, які наведено в таблиці (не більш як 2 плавці на одну дисципліну за часом нормативу A, і не більш як 1 плавець на одну дисципліну за часом нормативу B):
Чоловіки
| Спортсмен                                                     | Дисципліна                        | Попередній заплив | Попередній заплив | Півфінал        | Півфінал        | Фінал           | Фінал           |
| Спортсмен                                                     | Дисципліна                        | Час               | Місце             | Час             | Місце           | Час             | Місце           |
| ------------------------------------------------------------- | --------------------------------- | ----------------- | ----------------- | --------------- | --------------- | --------------- | --------------- |
| Аарон Д'Соуза                                                 | 100 м вільним стилем              | 51.41             | 66                | Завершив виступ | Завершив виступ | Завершив виступ | Завершив виступ |
| Аарон Д'Соуза                                                 | 200 м вільним стилем              | 1:52.00           | 56                | Завершив виступ | Завершив виступ | Завершив виступ | Завершив виступ |
| Вірдгавал Кхаде                                               | 50 м вільним стилем               | 23.01             | 38                | Завершив виступ | Завершив виступ | Завершив виступ | Завершив виступ |
| Саджан Пракаш                                                 | 1500 м вільним стилем             | 15:45.29          | 35                | Н/Д             | Н/Д             | Завершив виступ | Завершив виступ |
| Саджан Пракаш                                                 | 200 м батерфляєм                  | 2:01.63           | 31                | Завершив виступ | Завершив виступ | Завершив виступ | Завершив виступ |
| Саурабх Сангвекар                                             | 400 м вільним стилем              | 4:02.57           | 60                | Н/Д             | Н/Д             | Завершив виступ | Завершив виступ |
| Сандіп Седжвал                                                | 50 м брасом                       | 28.57             | 40                | Завершив виступ | Завершив виступ | Завершив виступ | Завершив виступ |
| Сандіп Седжвал                                                | 100 м брасом                      | 1:02.17           | 36                | Завершив виступ | Завершив виступ | Завершив виступ | Завершив виступ |
| Сандіп Седжвал                                                | 200 м брасом                      | 2:18.68           | 44                | Завершив виступ | Завершив виступ | Завершив виступ | Завершив виступ |
| Аарон Д'Соуза Вірдгавал Кхаде Саурабх Сангвекар Саджан Пракаш | Естафета 4 × 100 м вільним стилем | 3:28.96           | 30                | Н/Д             | Н/Д             | Завершив виступ | Завершив виступ |

Жінки
| Спортсменка    | Дисципліна           | Попередній заплив | Попередній заплив | Півфінал         | Півфінал         | Фінал            | Фінал            |
| Спортсменка    | Дисципліна           | Час               | Місце             | Час              | Місце            | Час              | Місце            |
| -------------- | -------------------- | ----------------- | ----------------- | ---------------- | ---------------- | ---------------- | ---------------- |
| Шивані Катарія | 50 м вільним стилем  | 27.65             | 67                | Завершила виступ | Завершила виступ | Завершила виступ | Завершила виступ |
| Шивані Катарія | 100 м вільним стилем | 58.76             | 59                | Завершила виступ | Завершила виступ | Завершила виступ | Завершила виступ |